# Sax
Sax – gmina w Hiszpanii, w prowincji Alicante, we wspólnocie autonomicznej Walencja, o powierzchni 63,48 km². W 2011 roku liczyła 10 069 mieszkańców.